# Chiolite
La chiolite est un minéral dipyramidal tétragonal-ditétragonal, composé de sodium, de fluor et d'aluminium et dont la formule est Na5Al3F14. Son nom vient des mots grecs signifiant « neige » (χιών / kiˈon) et « pierre » (λίθος / lithos). C'est une allusion à son apparence et à sa similitude avec la cryolite (pierre de glace). Approuvée à posteriori par l'IMA, la chiolite est une espèce valide depuis l'année de sa découverte. Les synonymes de chiolite sont l'arksudite, l'arksutite, la chodneffite, la chodnewite et le nipholithe. Elle a été découverte pour la première fois dans les montagnes d'Ilmen, en Russie, en 1846. 

## Propriétés
La chiolite est composée de fluor (57,59 %), de sodium (24,89 %) et d'aluminium (17,53 %). Elle n'est pas radioactive. Le jumelage déforme parfois les cristaux en leur donnant une forme prismatique. La littérature courante donne à la chiolite une dureté généralement de 3,5 à 4 sur l'échelle de Mohs. Cependant, elle est plus douce que la cryolite, qui a une dureté de 2,5 à 3. Après avoir examiné de nombreux échantillons, les chercheurs ont corrigé et donné la dureté à 2,5. Lorsqu'elle est liée à la topaze, la chiolite bréchique se transforme en cryolite parmi les bords des fragments selon une étude. Ces transformations en lames minces apparaissent comme des remplacements à l’état solide. Cette transformation libère à la fois de l'aluminium et du potassium. L'ajout de silice, amorce une réaction qui la dégrade et forme de la topaze et du mica de potassium. 

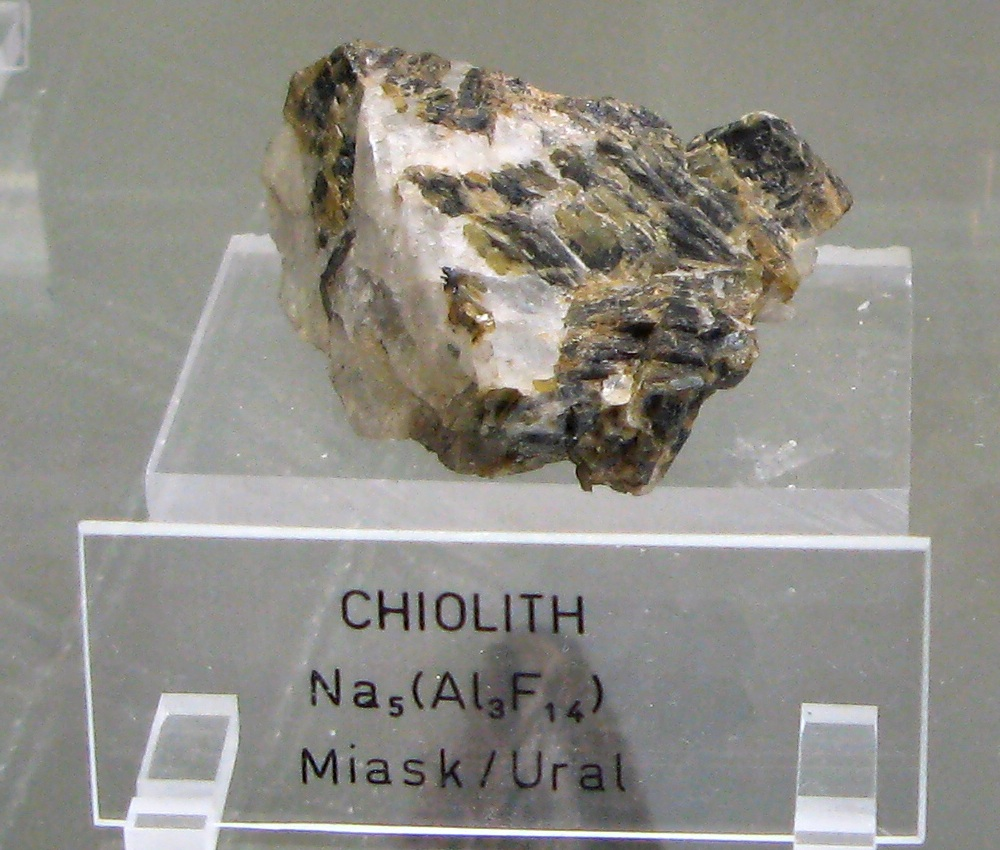
Échantillon de la localité type

## Occurrences et utilisation
La localité type est en Russie, mais on en trouve au Groenland, en Ukraine, au Brésil et en Virginie. Son environnement demeure des pegmatites granitiques. Dans sa localité type, la chiolite est associée à la cryolite, la topaze, la fluorine, la thomsénolite, la cryolithionite, la phénacite, la pachnolite et l'elpasolite. En raison de sa rareté, des difficultés de taille du minéral et du manque d'intérêt à son égard, la chiolite est rarement taillée en pierre précieuse, c'est pourquoi on estime qu'il existe moins de deux douzaines de spécimens taillés. Après la taille, elle pèsent toujours 1 à 2 carats, car il n’existe pas de spécimens plus gros et propres pouvant être taillés. 